# Club de Futbol Can Vidalet
El Club de Futbol Can Vidalet és un club de futbol català de la ciutat d'Esplugues de Llobregat (Barcelonès), fundat l'any 1966. És el club més antic de la ciutat i milita a la Tercera Federació estatal, on va ascendir al la temporada 2024-25.

## Història
El club fou fundat l’any 1966 per iniciativa de Manuel Juan Magdaleno de Heras, juntament amb altres veïns del barri de Can Vidalet, com Ceferino Baniano i Pablo de la Osa. El nom del club es va escollir per representar el barri, que vivia una forta expansió urbanística durant les dècades de 1950 i 1960.
La primera equipació es va inspirar en els colors del Centre d'Esports Sabadell, que aleshores jugava a Primera Divisió, i presentava disseny arlequinat blanc-blau per evitar conflictes entre simpatitzants del FC Barcelona i el Reial Madrid.

## Presidents
- 1966-1973 — Manuel Juan Magdaleno de Heras
- 1973-1978 — José Carretero Jiménez
- 1978-1980 — Manuel Montoya Gutiérrez
- 1980-1982 — Francisco Durán Paredes
- 1982-1983 — Rafael Chanes Mingorance
- 1983-1987 — Juan Rodríguez Ruiz
- 1987-1991 — José Ambrosio Jurado (Pepín)
- 1991-1995 — José Manuel Criado Sánchez
- 1995-2003 — Alfonso Rodríguez Benítez
- 2003-2011 — Pedro Rubio Sánchez
- 2011-2017 — Vacant/Junta gestora
- 2017-2022 — Javier Maestre Eduardo
- 2022-act. — Pedro Rubio Sánchez

## Categories històriques
| Temporada inici | Temporada final | Categoria                    |
| --------------- | --------------- | ---------------------------- |
| 1966-67         | 1967-68         | No federats                  |
| 1967-68         | 1971-72         | Lligues d’educació i descans |
| 1972-73         | 1975-76         | 3a Territorial               |
| 1976-77         | 1987-88         | 2a Territorial               |
| 1988-89         | 1990-91         | 1a Territorial               |
| 1991-92         | 1993-94         | Territorial Preferent        |
| 1994-95         | 1995-96         | 1a Catalana                  |
| 1996-97         | 1998-99         | Territorial Preferent        |
| 1999-00         | 2004-05         | 1a Territorial               |
| 2005-06         | 2006-07         | 2a Territorial               |
| 2007-08         | 2008-09         | 1a Territorial               |
| 2009-10         | 2010-11         | 2a Territorial               |
| 2011-12         | 2016-17         | 2a Catalana                  |
| 2017-18         | 2022-23         | 1a Catalana                  |
| 2023-24         | 2024-26         | Lliga Elit                   |
| 2025-26         | Actualitat      | 3a RFEF                      |